# Persprijs Jacques van Veen
De persprijs Jacques van Veen was een Nederlands/Vlaamse persprijs die tussen 1984 en 1921 om de drie jaar werd uitgereikt. 
De prijs werd ingesteld om de kwaliteit van de journalistiek op het gebied van het recht in het algemeen en de justitieverslaggeving in het bijzonder te bevorderen. De Persprijs Jacques van Veen werd in 1982 ingesteld bij het afscheid van rechtbankverslaggever Jacques van Veen (1920-2007) van Het Parool. Toen in 1982 bij zijn pensionering de toekenning van een eredoctoraat aan de Universiteit van Amsterdam niet doorging werd als eerbetoon door onder anderen oud-rechtbankpresident Ben Asscher en advocaat Guido Enkelaar, de Stichting Persprijs Jacques van Veen ingesteld. De prijs bestond uit de Jacques van Veen-penning en een geldbedrag. 
Het bestuur van de Stichting Persprijs Jacques van Veen heeft de stichting op 1 februari 2021 opgeheven. Er was na 35 jaar te weinig geld om het werk voort te zetten.

## Winnaars
- 1984 - Frank Kuitenbrouwer, (NRC Handelsblad).
- 1987 - Violet Cotterell, (Het Parool).
- 2001 - Heikelien Verrijn Stuart, (freelance).
- 2004 - Joost Oranje (NRC Handelsblad) en Marian Husken, (Vrij Nederland)
- 2007 - programmamakers van het avondvullende televisieprogramma Straf en misdaad van de VPRO, uitgezonden op 23 april 2006. Opmerkelijk was dat voor de tweede keer Volkskrant-journalist Peter de Greef tot de genomineerden behoorde.
- 2010 - Dirk Leestmans en Mark De Visscher van de VRT voor de televisiedocumentaire Prison Complet.
- 2013 - Parooljournalist Paul Vugts voor zijn verslaggeving rondom het Amsterdamse Passageproces.
- 2016 - Michiel Princen (onder meer De Telegraaf) voor zijn boek De gekooide recherche
- 2019 - Karlijn Kuijpers, Tim Staal en Thomas Muntz voor hun serie over De schuldenindustrie in De Groene Amsterdammer.

## Juryvoorzitters
Naast erevoorzitter Van Veen waren er negen juryvoorzitters die de bekroning hebben toegekend: Volkert van Dijk (1984), Maarten Vrolijk (1987), Annie Brouwer-Korf (2001), Saskia Stuiveling (2204), Rein Jan Hoekstra (2007), Ahmed Aboutaleb (2010), Harm Brouwer (2013), Geert Corstens (2016) en Julia Mendlik (2019).